# Juliane C. Wilmanns
Juliane Claudia Wilmanns (* 3. August 1945 in Wittenberg; † 18. Januar 2008 in München) war eine deutsche Medizinhistorikerin.

## Leben
Juliane C. Wilmanns wurde nach dem Studium der Klassischen Philologie, Romanistik, Geschichte und Medizin an der Rheinischen Friedrich-Wilhelms-Universität Bonn, der Humboldt-Universität zu Berlin, der Pariser Sorbonne und der Ludwig-Maximilians-Universität München 1976 in München mit der Dissertation „Die Doppelurkunde von Rottweil und ihr Beitrag zum Städtewesen in Obergermanien“ zum Dr. phil. mit dem Hauptfach Alte Geschichte promoviert. 1986 habilitierte sie sich mit der Habilitationsschrift „Der Arzt in der römischen Armee, Struktur und Aufgaben des Militärsanitätswesens der römischen Kaiserzeit (31 v. Chr. bis 270 n. Chr.)“  für Geschichte der Medizin (Dr. med. habil.) an der Ludwig-Maximilians-Universität München.
Wilmanns erhielt 1986 einen Ruf auf eine Professur für Geschichte der Medizin an der Ludwig-Maximilians-Universität München, 1998 wechselte sie an die Technische Universität München, wo sie Direktorin des „Instituts für Geschichte der Medizin und Medizinische Soziologie“ wurde. Später wurde das Institut umgewandelt in das „Institut für Geschichte und Ethik der Medizin“. Außerdem war sie seit 1997 Vorstandsmitglied des „Münchner Zentrums für Wissenschafts- und Technikgeschichte (ZWT)“.

## Wirken
Sie engagierte sich im Wissenschaftlichen Beirat des Instituts Technik, Theologie, Naturwissenschaften der LMU in München und war Kuratoriumsmitglied des Deutschen Medizinhistorischen Museums in Ingolstadt. Von 1982 bis 1994 war Juliane Wilmanns die Archivarin der „Deutschen Gesellschaft für Geschichte der Medizin, Naturwissenschaft und Technik (DGGMNT)“. Sie war die 1. Vorsitzende des Alumni-Clubs der Fakultät für Medizin der TU München. Als solche setzte sie sich mit großem Engagement bei den jährlich stattfindenden feierlichen Zeugnisverleihungen der Medizin-Absolventen ein.
Ihre Forschungsschwerpunkte waren die Medizingeschichte der griechisch-römischen Epoche und des 19. und 20. Jahrhunderts, Ethik in der Medizin, Frauen in der Medizin und Medizinische Fachsprache. Im Fachgebiet veröffentlichte sie zahlreiche wissenschaftliche Arbeiten. Juliane C. Wilmanns war Mitautorin des von Wolfgang U. Eckart und Christoph Gradmann herausgegebenen Ärztelexikons, das 2006 in dritter Auflage erschien.

## Familie
Juliane C. Wilmanns stammt aus einer Gelehrtenfamilie. Sie war die Tochter des Agrarwissenschaftlers Wolfgang Wilmanns und eine Enkelin des Germanisten Wilhelm Wilmanns. Dessen Brüder waren der Jurist und Reichstagsabgeordneter Karl Wilmanns und der Althistoriker Gustav Heinrich Wilmanns. Ihre Schwester Hergart Wilmanns war Schriftstellerin, Soziologin und Osteuropa-Forscherin.

## Veröffentlichungen (Auswahl)

### Abhandlungen
- Die Doppelurkunde von Rottweil und ihr Beitrag zum Städtewesen in Obergermanien. In: Epigraphische Studien. Bd. 12 (1981), S. 1–182 (teilweise zugleich: Dissertation, Universität München, 1977).
- Die Erschließung der Vielnamigkeit mittelalterlicher Verfasser. In: Zeitschrift für Bibliothekswesen und Bibliographie. Jg. 28 (1981), S. 249–256.
- Paroxysmal Nocturnal Hemoglobinuria First Described in 1882 by Paul Strübing: An Example of Cooperation Between Clinical and Basic Research. In: Blut. Bd. 45 (1982), S. 367–373.
- Bibliographie der Veröffentlichungen von Heinz Goerke aus den Jahren von 1943 bis 1982, anlässlich seines 65. Geburtstages. Vereinigung für Geschichte der Medizin, München 1982.
- Der Sanitätsdienst im Römischen Reich: Eine sozialgeschichtliche Studie zum römischen Militärsanitätswesen nebst einer Prosopographie des Sanitätspersonals (= Medizin der Antike. Bd. 2). Olms-Weidmann, Hildesheim 1995.
- Ethische Normen im Arzt-Patienten-Verhältnis auf der Grundlage des Hippokratischen Eides. In: Nikolaus Knoepffler, Anja Haniel (Hrsg.): Menschenwürde und medizinethische Konfliktfälle. Hirzel, Stuttgart 2000, S. 203–220.
- Erich Preiser, Franz Oppenheimer und der Nationalsozialismus. In: Jahrbücher für Nationalökonomie und Statistik. Band 223, Stuttgart 2003, S. 752–762.
- Die ersten Krankenhäuser der Welt: Sanitätsdienst des Römischen Reiches schuf erstmals professionelle medizinische Versorgung. In: Deutsches Ärzteblatt. Bd. 100, H. 40 (3. Oktober 2003), S. A-2592–A-2597 (online).

### Lehrbuch
- zus. mit Günther Schmitt: Die Medizin und ihre Sprache. Lehrbuch und Atlas der Medizinischen Terminologie nach Organsystemen. Ecomed, Landsberg/Lech 2002.

### Herausgeberschaften
- mit Christa Habrich, Jörn H. Wolf und Felix Brandt: Aussatz, Lepra, Hansen-Krankheit. Teil I: Katalog. München 1982 (= Kataloge des Deutschen Medizinhistorischen Museums. Band 4).
- Medizin in Frankfurt am Main: Ein Symposion zum 65. Geburtstag von Gert Preiser (= Frankfurter Beiträge zur Geschichte, Theorie und Ethik der Medizin. Bd. 15). Olms-Weidmann, Hildesheim 1994.
- Münchner Beiträge zur Geschichte und Ethik der Medizin. Lit, Hamburg 2006–2007.